# Knjazjevo
Knjazjevo (bulgariska: Княжево) är ett distrikt i Bulgarien.   Det ligger i kommunen Obsjtina Topolovgrad och regionen Chaskovo, i den sydöstra delen av landet, 270 km öster om huvudstaden Sofia.
Omgivningarna runt Knjazjevo är en mosaik av jordbruksmark och naturlig växtlighet. Runt Knjazjevo är det ganska glesbefolkat, med 26 invånare per kvadratkilometer.